# بيتر سانتينيلو
بيتر سانتينيلو (من مواليد 27 سبتمبر 1977) هو صانع فيديو ومسافر ورائد أعمال أمريكي ينتج مقاطع فيديو حول السفر والقصص البشرية بطريقة وثائقية استقصائية مُمتِعة وواضحة. يتم تصنيف محتواه بين مدون السفر والصحفي.

## النشأة والوظيفة
ولد سانتينيلو في الولايات المتحدة ونشأ في بانتون بولاية فيرمونت، عاش معظم حياته البالغة على الساحل الغربي.
في سن 25 سافر سانتينيلو حول العالم لمدة عامين، حيث سافر إلى 85 دولة وعاش في خمسة دول.
يصنع سانتينيلو محتوى إثرائي مصوَّر يركز على القصص البشريَّة المُختلِفة على قنواته على يوتيوب وفيسبوك حيث يسلط الضوء على مواقع مثل أوكرانيا وإيران وباكستان والمملكة العربية السعودية والولايات المتحدة، تم تصوير أول سلسلة فيديو لسانتينيلو في ريف أوكرانيا مع عائلة نزحت من الغزو الروسي لأوكرانيا.
كما أنه يصور مقاطع فيديو حول ثقافات يساء فهمها أو غير معروفة على نطاق واسع مثل اليهود الحسيديين وشعب الأميش والمسلمين وموضوعات مثل حدود الولايات المتحدة وداخل المدن الأمريكية.

## روابط خارجية
- الموقع الرسمي على اليوتيوب